# Мукуртхи (национальный парк)
Мукуртхи (англ. Mukurthi National Park, там. முக்கூர்த்தி தேசியப் பூங்கா) — национальный парк, расположен на крайнем западе индийского штата Тамилнад, в округе Нилгири. Территория была назначена заповедником в 3 августа 1982 года и была объявлена национальным парком 15 октября 1990 года с целью сохранения популяции нилгирского тара.

## География
Парк занимает территорию 78,46 км² в районе Западных Гхат и гор Нилгири. Является частью биосферного заповедника Нилгири. Мукуртхи расположен на самой границе Тамилнада со штатом Керала, соприкасаясь с расположенным там национальном парком Сайлент-Вэлли. Высота территории парка над уровнем моря изменяется от 1500 до 2629 м; самые высокие точки: Колларибетта (2629 м), Мукуртхи (2554 м) и Нилгири (2476 м). Средний уровень осадков колеблется на территории парка от 2010 до 6330 мм. Ночные температуры зимой могут опускаться ниже 0°С, а скорость ветра достигать 120 км/ч.
Ближайший аэропорт находится в 140 км от парка, в Коимбатуре. Ближайшая железнодорожная станция в 45 км, в городе Ути.

## Флора и фауна
Территория парка характеризуется горными лугами и кустарниками, чередующимися с областями высокой поясности. Мукуртхи служит домом для многих редких видов млекопитающих, среди них бенгальский тигр и индийский слон. Тем не менее, более всего парк известен своей популяцией нилгирского тара. Данные на март 2007 года сообщают о наличии в парке 200 особей нилгирского тара, 60 из которых — молодые. Обитают также такие виды млекопитающих, как: индийский леопард, индийский макак, замбар, мунтжаки, оленьковые, выдры, камышовая кошка, малая цивета, шакалы, колючая соня, нилгирская харза, капюшонный гульман и др. Из птиц можно отметить кустарниц, вальдшнепов, вяхиря, мухоловковых, бюльбюлевых, белоглазковых, нильгирийского конька и др.

## Галерея

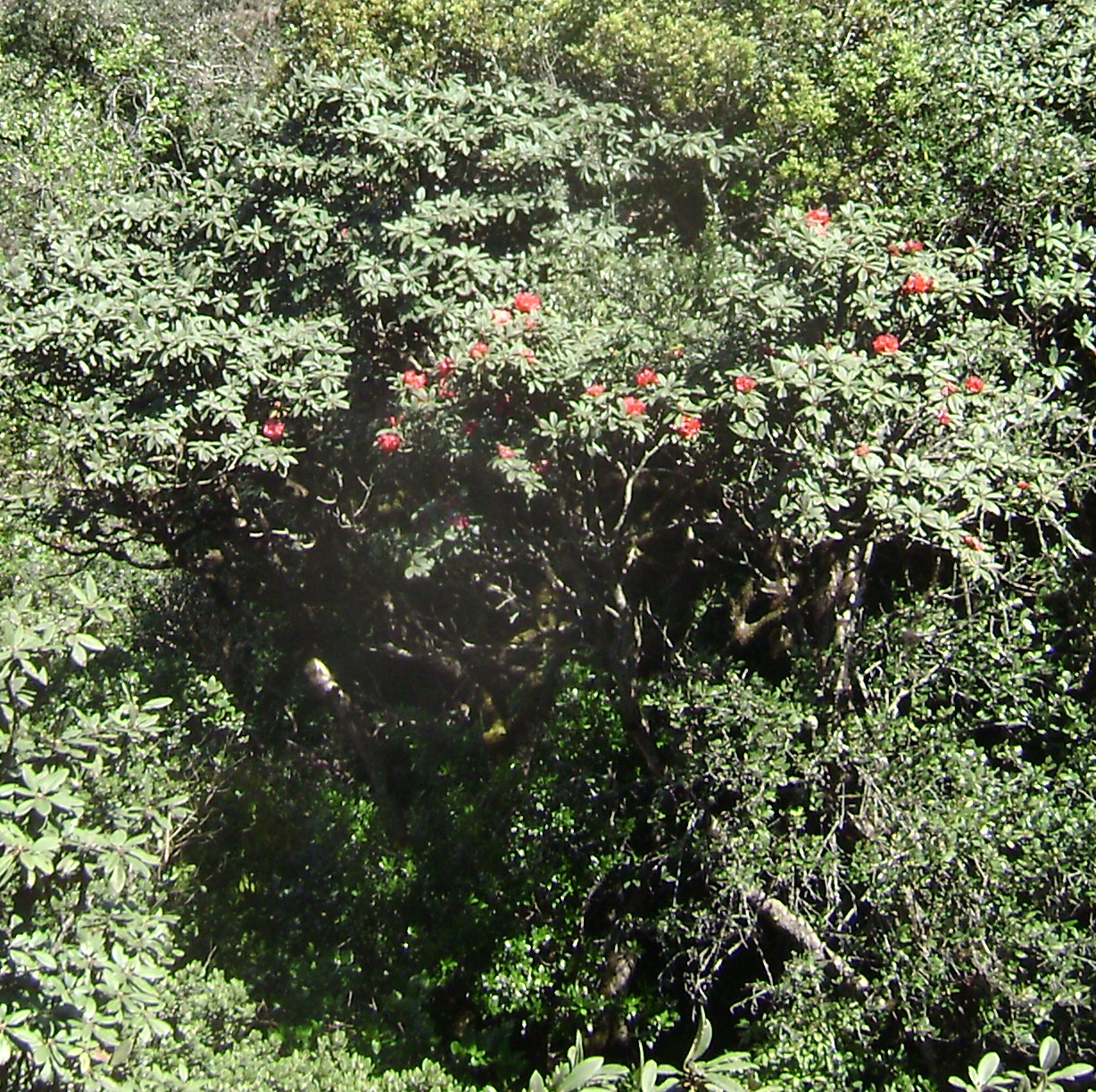
Рододендрон в парке Мукуртхи
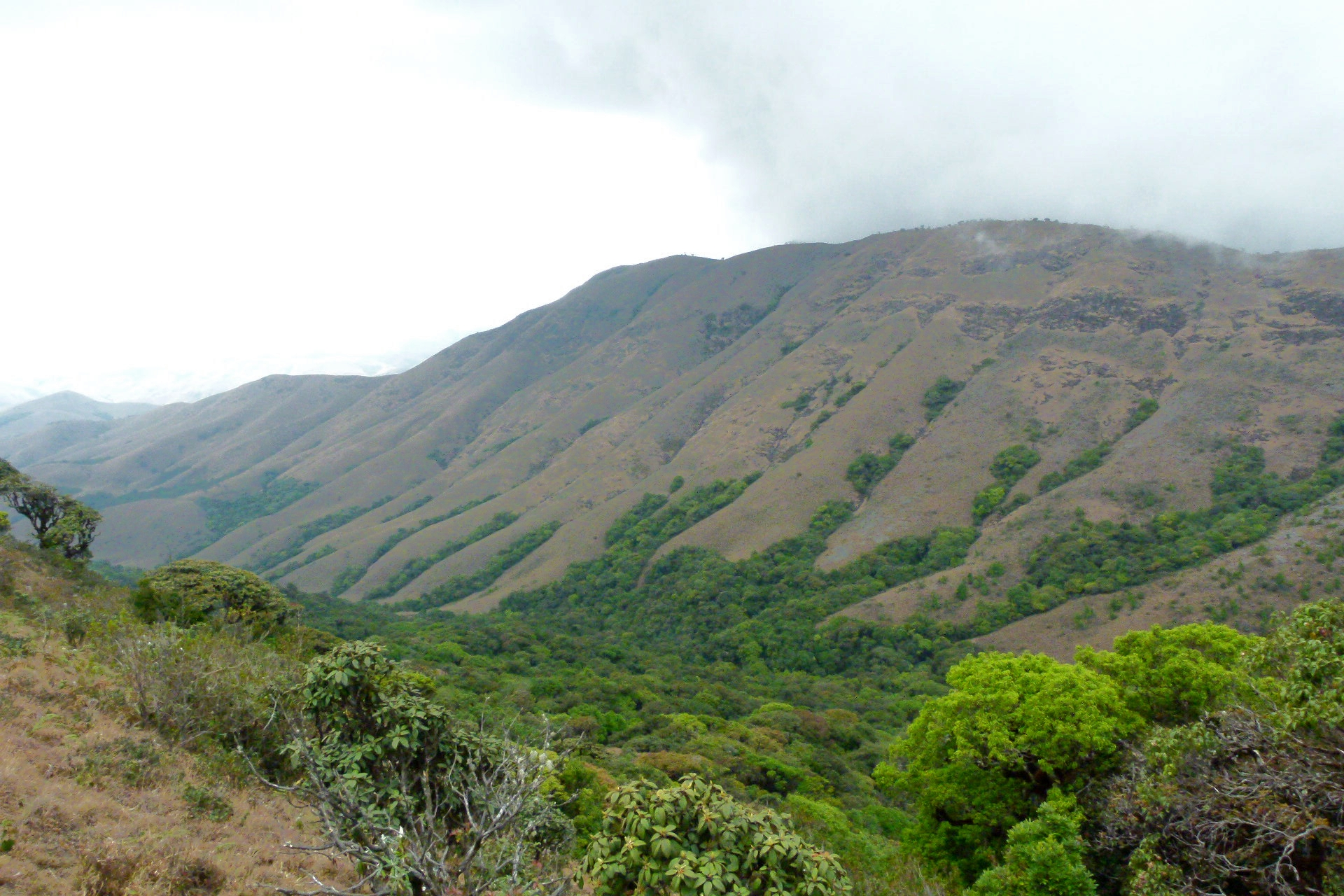
Пейзаж в парке Мукуртхи
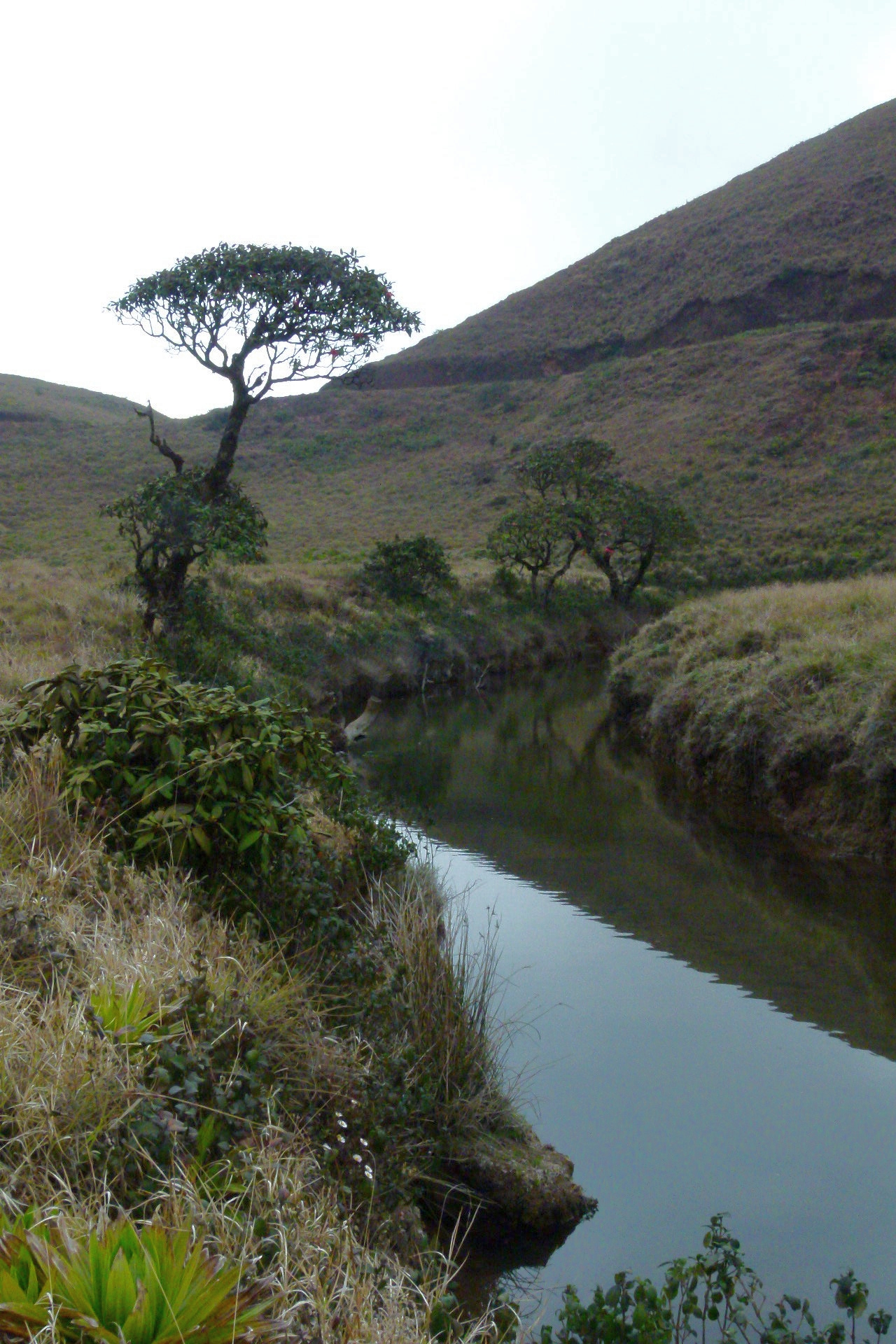
Вид на парк Мукуртхи
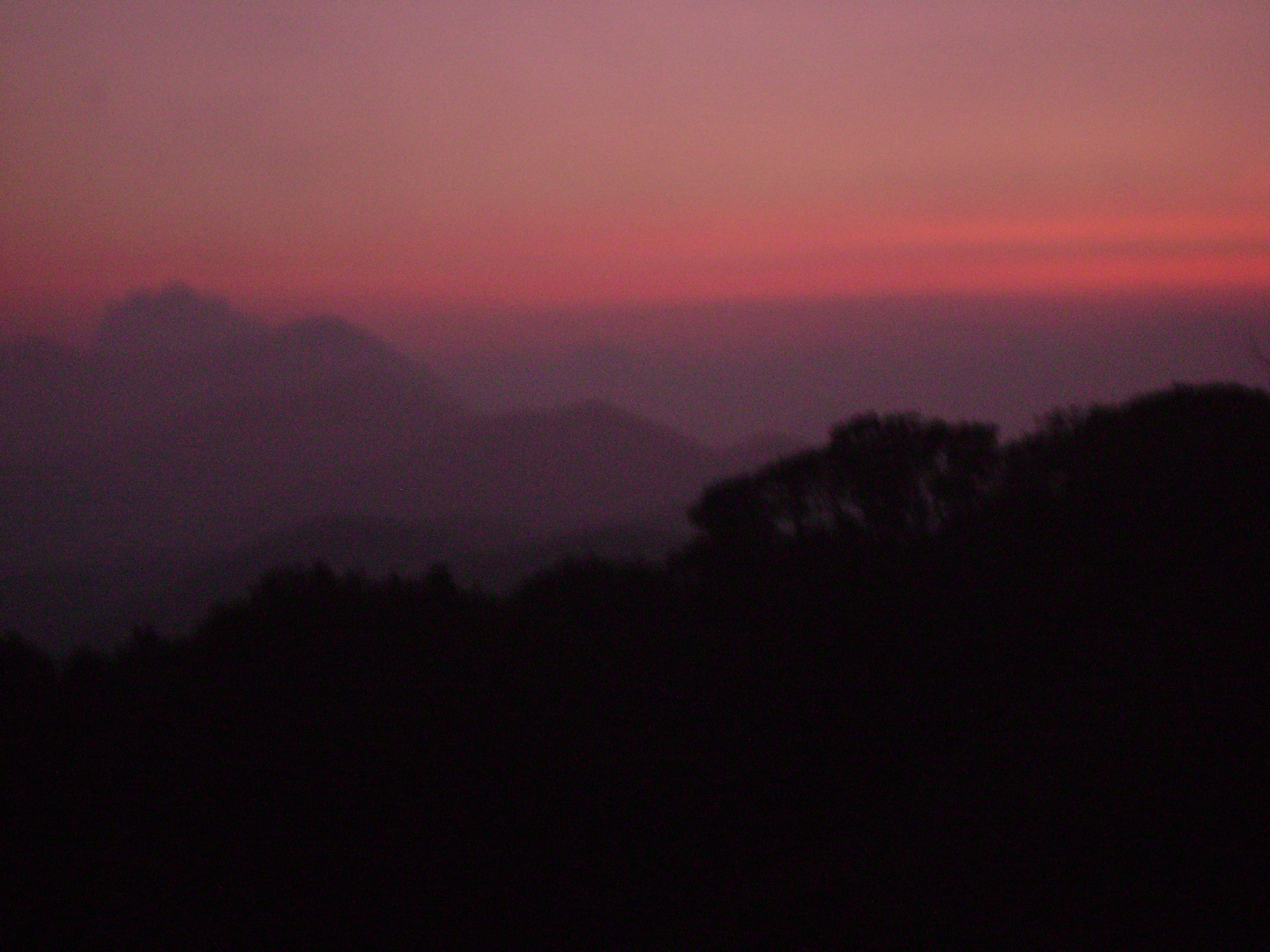
Закат в парке